# Vinted
Vinted är ett litauiskt e-handelsbolag grundat år 2008 av Milda Mitkutė och Justas Janauskas, som fungerar som en form av digital marknadsplats för olika second hand-artiklar, alltifrån kläder och accessoarer till skor och andra föremål (däribland en del husgeråd). Företaget har sitt huvudkontor i huvudstaden Vilnius, och har sedan starten vuxit till att bli Europas största plattform för second hand-mode, med över 65 miljoner användare i mer än tjugo länder. I Sverige har Vinted funnits i bruk sedan den 10 oktober 2022, och efter det har ytterligare fler länder anslutit sig till tjänsten, däribland Danmark och Finland (inom Norden). Det kostar ingenting för säljaren att lägga upp annonser på Vinted, utan det enda man behöver göra som säljare är att ta kort på sina varor, beskriva dem och sätta ett pris. Köparen, som även står för själva fraktkostnaden, betalar en mindre avgift för köparskydd, vilket inkluderar säker betalning och hjälp vid eventuella problem.
År 2016 omstrukturerades företaget under ledning av VD:n Thomas Plantenga, efter att tidigare ha genomgått en period av ekonomiska utmaningar. Detta ledde till en helt ny affärsmodell, där köparna istället för säljarna började stå för alla tillkommande avgifter, vilket bidrog till att Vinted blev mer lönsamt och expanderade kraftigt. Tre år senare, år 2019, blev Vinted Litauens första "enhörning", vilket är benämningen på ett privatägt företag värderat till över en miljard dollar. I november 2024 värderades företaget till fem miljarder euro.
Vinted har blivit ett alternativ för dem som vill tjäna pengar på sina begagnade saker eller fynda till bra priser. Plattformen främjar en mer hållbar konsumtion genom att uppmuntra återanvändning. Samtidigt har det rapporterats om utmaningar som bedrägerier och bristande kundsupport, vilket har lett till kritik från vissa kunder och användare av tjänsten.